# 小行星8115
小行星8115（英語：8115 Sakabe）是一颗围绕太阳公转的小行星。1996年4月24日，罗伯特·H·麦克诺特]]、Y. Ikari在守山市发现了此天体。
这颗小行星的绝对星等为257.6675867209339等。